# Godegård

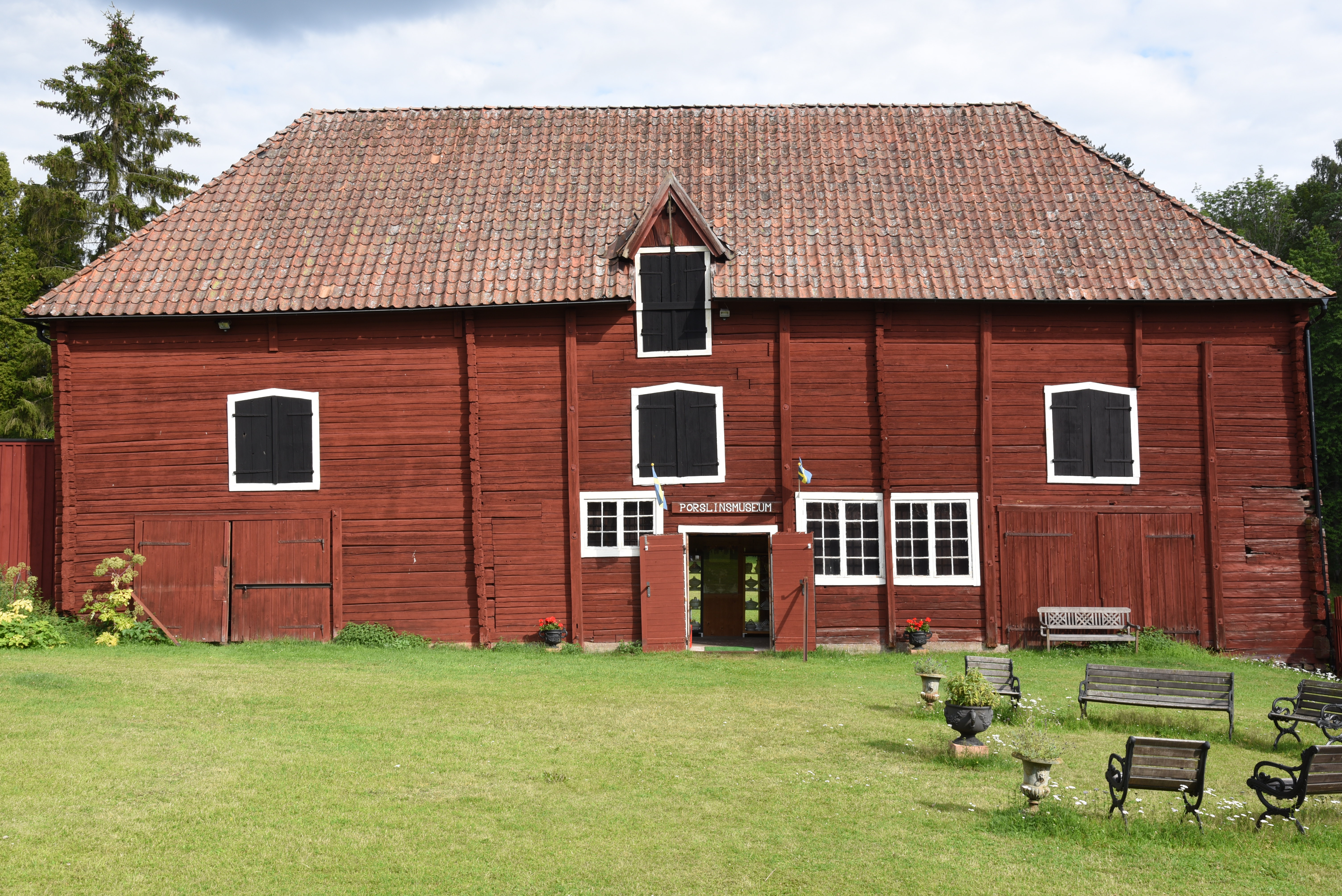
Godegårds porslinmuseum

Godegård är en småort i Motala kommun. Godegård ligger cirka 30 km norr om Motala och 2 km norr om Godegårds kyrka. Samhället genomkorsas av järnvägen Mjölby-Hallsberg. Orten förlorade sin status som tätort 2015 på grund av att folkmängden minskat till under 200 invånare. Istället avgränsades här en småort.

## Namnet
Namnet (1295 Guthagarthom) kommer från kyrkbyn. Förleden innehåller ett mansnamn, Godhe eller Gudhi. Efterleden är gård, 'inhägnad plats'.[8] Gode var förr även titeln för en manlig präst inom asatro[9], och Godegård (Gutha-garthom) skulle således även betyda "prästens gård" eller mao. "prästgård", vilket skulle kunna stämma överens med närheten till Godegårds gamla kyrka och kyrkbyn. Kyrkor byggdes ursprungligen ofta på platser med tidigare hednisk religiös aktivitet.

## Befolkningsutveckling
| Befolkningsutvecklingen i Godegård 1990–2015       | Befolkningsutvecklingen i Godegård 1990–2015 | Befolkningsutvecklingen i Godegård 1990–2015 | Befolkningsutvecklingen i Godegård 1990–2015 | Befolkningsutvecklingen i Godegård 1990–2015 |
| -------------------------------------------------- | -------------------------------------------- | -------------------------------------------- | -------------------------------------------- | -------------------------------------------- |
|                                                    |                                              |                                              |                                              |                                              |
| År                                                 |                                              |                                              | Folkmängd                                    | Areal (ha)                                   |
| 1990                                               | 1990                                         |                                              | 228                                          | 23#                                          |
| 1995                                               | 1995                                         |                                              | 215                                          | 27                                           |
| 2000                                               | 2000                                         |                                              | 200                                          | 27                                           |
| 2005                                               | 2005                                         |                                              | 202                                          | 27                                           |
| 2010                                               | 2010                                         |                                              | 200                                          | 26                                           |
| 2015                                               | 2015                                         |                                              | 198                                          | 28#                                          |
| Anm.: ny tätort 1995, ej tätort 2015 # Som småort. |                                              |                                              |                                              |                                              |